# Andy Diouf
Andy Diouf (Neuilly-sur-Seine, 17 maggio 2003) è un calciatore francese, centrocampista del Lens.

## Caratteristiche tecniche
Nell'ottobre del 2023 è stato incluso nella lista dei 25 finalisti del premio European Golden Boy, assegnato dal quotidiano Tuttosport al miglior giocatore Under-21 militante in un campionato europeo.

## Carriera

### Club
Nato in Francia da genitori di origini senegalesi, è cresciuto nel settore giovanile del Rennes. Ha esordito con i Rouge et Noir il 9 maggio 2021, disputando l'incontro di Ligue 1 pareggiato per 1-1 contro il Paris Saint-Germain.
Il 18 luglio 2022 viene ceduto in prestito con diritto di riscatto al Basilea, in Super League, che lo riscatta al termine dell'ottima stagione disputata, offrendogli un contratto quadriennale.
Il 30 giugno dello stesso anno viene ingaggiato a titolo definitivo dal Lens, facendo dunque ritorno in patria, con cui firma un contratto valido fino al 30 giugno 2028.

### Nazionale
Ha giocato nelle nazionali giovanili francesi Under-17, Under-19, Under-20 ed Under-21.

## Statistiche

### Presenze e reti nei club
Statistiche aggiornate al 16 agosto 2025.
| Stagione        | Squadra         | Campionato      | Campionato | Campionato | Coppe nazionali | Coppe nazionali | Coppe nazionali | Coppe continentali | Coppe continentali | Coppe continentali | Altre coppe | Altre coppe | Altre coppe | Totale | Totale |
| Stagione        | Squadra         | Comp            | Pres       | Reti       | Comp            | Pres            | Reti            | Comp               | Pres               | Reti               | Comp        | Pres        | Reti        | Pres   | Reti   |
| --------------- | --------------- | --------------- | ---------- | ---------- | --------------- | --------------- | --------------- | ------------------ | ------------------ | ------------------ | ----------- | ----------- | ----------- | ------ | ------ |
| 2020-2021       | Rennes 2        | N3              | 3          | 0          |                 | -               | -               |                    | -                  | -                  |             | -           | -           | 3      | 0      |
| 2021-2022       | Rennes 2        | N3              | 7          | 0          |                 | -               | -               |                    | -                  | -                  |             | -           | -           | 7      | 0      |
| Totale Rennes 2 | Totale Rennes 2 | Totale Rennes 2 | 10         | 0          |                 | -               | -               |                    | -                  | -                  |             | -           | -           | 10     | 0      |
| 2020-2021       | Rennes          | L1              | 1          | 0          | CF              | -               | -               |                    | -                  | -                  |             | -           | -           | 1      | 0      |
| 2021-2022       | Rennes          | L1              | 5          | 0          | CF              | 1               | 0               | UECL               | 0                  | 0                  |             | -           | -           | 6      | 0      |
| Totale Rennes   | Totale Rennes   | Totale Rennes   | 6          | 0          |                 | 1               | 0               |                    | 0                  | 0                  |             | -           | -           | 7      | 0      |
| 2022-2023       | Basilea         | SL              | 34         | 0          | CS              | 5               | 0               | UECL               | 18                 | 3                  | -           | -           | -           | 57     | 3      |
| 2023-2024       | Lens            | L1              | 25         | 1          | CF              | 1               | 0               | UCL+UEL            | 2+2                | 0+0                | -           | -           | -           | 30     | 1      |
| 2024-2025       | Lens            | L1              | 34         | 1          | CF              | 1               | 0               | UECL               | 2                  | 0                  | -           | -           | -           | 37     | 1      |
| 2025-2026       | Lens            | L1              | 1          | 0          | CF              | -               | -               | -                  | -                  | -                  | -           | -           | -           | -      | -      |
| Totale Lens     | Totale Lens     | Totale Lens     | 60         | 2          |                 | 2               | 0               |                    | 4+2                | 0                  |             | -           | -           | 67     | 2      |
| Totale carriera | Totale carriera | Totale carriera | 110        | 2          |                 | 8               | 0               |                    | 18+6               | 3                  |             | -           | -           | 141    | 5      |

## Palmarès

### Individuale
- Squadra della stagione della UEFA Conference League: 1

2022-2023
- Giovane dell'anno della UEFA Conference League: 1

2022-2023